# Mamajuda Island
Mamajuda Island (mɑːməˈdʒuːdə), parfois Mammy Judy Island, a été un îlot dans la rivière Détroit, aux Etats-Unis. Il se trouvait immédiatement à l'est de la pointe nord de Grosse île (en), et environ 150 mètres à l'ouest de la frontière canadienne. Plus petite des îles répertoriées dans la rivière, elle relevait administrativement du township de Grosse île, dans le comté de Wayne, au Michigan. Elle disparait dans les années 1950, avec le phare qu'elle portait.

## Histoire

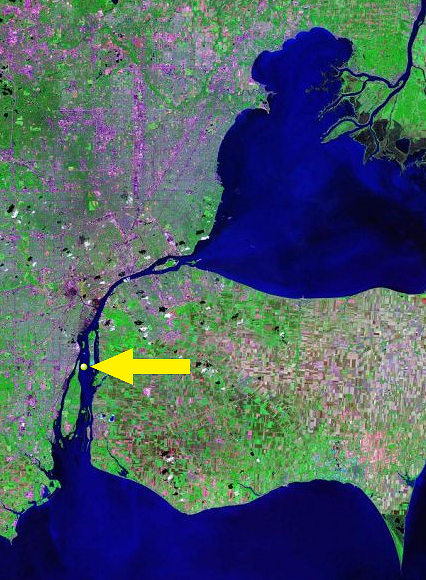
Position de l'île Mamajuda dans la rivière Détroit.

Une Indienne qui avait l'habitude, avant 1807, de camper sur l'île pendant la saison de pêche en serait l'éponyme. Cartographiée depuis une carte française de 1796 (sur laquelle elle est nommée « île Jones »), sa superficie était de 12 hectares. En 1849, on érige un phare d'une dizaine de mètres de haut sur sa côte sud-est, reconstruit en 1866, puis à nouveau entre 1900 et 1904 après d'importants travaux de remblaiement de l'îlot ; son gardien et sa famille sont les seuls habitants de l'île. 
Mais de composition instable, l'île subit une érosion progressive qui finit par emporter le phare en 1950, puis le reste de l'île dix ans plus tard.  N'en subsistent que quelques rochers qui affleurent à la surface lors des basses eaux et constituent des dangers pour la navigation.  Ceux-ci font partie des hauts-fonds de Mamajuda, qui s'étendent le long de la côte orientale de Grosse île et jusqu'à Grassy Island (en), ne laissant que 1 à 2,5 mètres de tirant d'eau. L'ensemble de la zone est intégré dans le parc naturel international de la rivière Détroit.

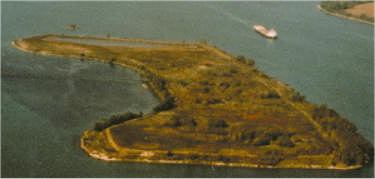
AU voisinage immédiat : Grassy Island.